# 일본독자분류

## FI 개요
일본독자분류(File Index, FI)는 일본의 기술사정, 예를 들면 일본 특유의 기술이나 다른 나라와 비교하여 한 단계 진보한 기술 등으로 인해 국제특허분류(IPC)를 그대로 사용하게 되면 다량의 특허문헌이 특정 국제특허분류(IPC)에 집중되기 때문에, 국제특허분류(IPC)만으로 조사가 어려운 기술분야가 발생됨에 따라 특정 국제특허분류(IPC)를 더욱 세분화 하기 위해 전개기호, 분책식별기호를 IPC에 부과하는 형태를 채용하여 특허조사를 효율적으로 할 수 있도록 하기 위한 목적으로 작성되었다. FI는 IPC의 이용을 원활하게 하는 수단으로 만들어졌으나, 현재는 IPC와 다소 차이가 존재하기 때문에 일본에서만 사용되고 있다. FI를 조회하기 위해서는 일본 특허청에서 제공하는 일본특허전자도서관을 이용하면 된다.

### FI 구조
FI는 원칙적으로 최신판인 IPC 8판을 세부 전개한 것이지만, 일부는 IPC 4 내지는 7판을 기초로 하고 IPC 완전기호(서브그룹까지의 기호)에 따라 3자리의 숫자 및 1자리의 알파벳으로 표시된다.

#### 전개기호
전개기호라는 것은 IPC의 최소단위인 그룹을 더욱 세분화하여 전개하기 위해 이용하는 기호를 말한다. 이 기호에는 원칙적으로 101부터 시작하는 3자리의 숫자가 사용된다. 전개기호에는 그룹에서 사용하는 것과 같이 계층을 나타내는 도트(Dot)가 부여되고 IPC와 연속하는 계층을 가진다.
| FI 표기형식                                   | 예시             |
| --------------------------------------------- | ---------------- |
| IPC 완전기호 (섹션, 클래스, 서브클래스, 그룹) | A21D 2/04        |
| IPC 완전기호 + 전개기호                       | B31B 1/00 104    |
| IPC 완전기호 + 전개기호 + 분책식별기호        | B01D 53/02 301 B |
| IPC 완전기호 + 분책식별기호                   | A01C 1/04 A      |

전개기호는 반드시 IPC의 완전기호와 병기하는 형태로 사용되지만, 한 개의 그룹에 2개 이상의 전개기호가 분여되는 경우, 공보상에는 첫 번째의 IPC기호만 기재되고 두 번째 이후는 IPC기호가 생략된 전개기호만 기재된다.

#### 분책식별기호
분책식별(分冊識別)기또는 전개기호를 더욱 세분화해서 전개하기 위해 이용하는 기호이다. 이 기호에는 'I', 'O'를 제외한 A~Z의 알파벳 1문자가 사용되며, 분책식별기호가 전개되는 곳에는 반드시 'Z' 그 밖의 것'이라는 분책식별기호가 있고, 기본적으로 전개되 있는 분책식별기호에 속하지 않는 것이 분류된다.

## F-Term 개요
F-Term(File Forming Term)은 특허문헌의 현저한 증가 및 기술의 복합화, 융합화, 제품의 다양화가 되어가는 현대의 기술개발 동향에 대처하여 심사에 있어서 선행기술조사를 하기 위해 컴퓨터 검색용으로 개발된 검색인덱스이다. FI는 단일의 기술적 관점을 중심으로 개발되었고, 기술의 구분이 불명확한 경우도 있기 때문에 FI만으로는 최근에 발전한 기술분야에 있어서는 수백 건~수천 건의 선행기술을 조사하지 않으면 안 되는 경우도 생기게 되었다.
F-Term은 임의의 기술분야마다 문헌을 다양한 기술관점(목적, 용도, 구조, 재료, 제법, 처리조작방법, 제어수단 등)으로 해석하는 것에 의해 관련선행기술의 범위를 좁히는 것을 목표로 하고 있다. 하지만, 아직 F-Term을 작성하지 않은 기술분야(테마)도 존재한다. F-Term은 FI와 마찬가지로 일본 특허전자도서관을 이용하여 검색할 수 있다.

### F-Term 구조
F-Term은 테마코드 5자리와 관점 2자리 및 숫자 2자리로 구성되어 있다. 테마는 FI를 임의의 기술분야마다 묶은 F-Term으로 검색범위가 되는 기술단위이며, 각 테마에는 각각 영어와 숫자로 된 5자리의 코드가 부여되는데 이것을 테마코드라고 한다. 일부의 테마에 대해서는 부가코드라고 하는 1자리의 기호가 설정되어있는 것도 있으며 ,이러한 부가코드는 F-Term을 보환하는 기능을 가지고 있는 표시 F-Term의 뒤에 '.'을 붙여서 부가한다.
부가코드는 F-Term을 보완하기 위해 세분화한 것으로, 부가코드를 사용하지 않고 검색하는 것보다 자세한 특허분류조사가 가능하다. 따라서 F-Term을 사용하기 전에 부가코드에 대한 정보를 알아야 하며, 이는 일본 특허청에서 제공하는 일본 특허전자도서관에서 확인 할 수 있다.

### F-Term 활용
F-Term은 FI를 소정 기술분야마다 여러 가지의 기술적 관점으로부터 재구분, 혹은 세분류한 것으로, 기술의 관점에 해당하는 테마코드를 선택하고 목적, 용도, 구조, 재료, 제법, 처리 조작 방법, 제어수단 등의 기술관점과 기술전개를 사용하면 다양한 형태로 검색이 진행되며, 이러한 관점들을 조합하여 조사를 수행하면 조사하려는 기술주제를 다각적인 면으로 접근하여 조사하는 것이 가능하기 때문에 F-Term은 일본특허검색에 있어서 아주 유용하게 사용된다.

## 개정 정보
FI는 IPC를 기초로 세부 전개된 일본 특허청의 독자적인 분류로, 일본 특허 문헌의 조사에 이용되고 있으며, 기술발전에 대응하도록 1년에 12회 필요한 분야에 대해 개정을 실시하고 있다. 또한 FI는 원칙적으로 IPC의 최신판을 기준으로 하고 있지만, 일부는 구판의 IPC를 기준으로 하는 개소가 있어 FI와 IPC의 그룹이 일치하지 않는 경우가 있다. 이러한 FI개정정보는 올바른 선행기술조사를 진행하기 위해서 우선적으로 확인해야 되는 것으로, 2002년 이후에 FI의 추가, 폐지, 갱신을 시행한 분야에 있어서 일본 전자특허도서관의 패턴트맵 가이던스에서 해당 FI의 리스트를 제공하고 있다.
일본 특허청에서는 특허 문헌을 기술범위마다 구분하여 정리하고 있으며, 각 기술 분야 범위를 '테마'라고 부르고 있다. 현재 약 2600개의 테마가 존재하며, 그 중 약 1800개의 테마에서는 많은 관점으로부터 문헌을 좁히는 것을 목적으로 하여 F-Term이 작성되어 일본 특허 문헌을 조사하기 위해 이용되고 있다.
F-Term은 기술의 발전에 대응해 적절한 서치 키로서의 역할을 하도로록 테마의 개정 및 신규 테마의 작성 등을 시행하고 있으며, 이러한 변화는 FI와 마찬가지로 일본 전자특허도서관의 패턴트맵 가이던스에서 그 리스트를 제공하고 있다.

## 같이 보기
- 선진특허분류
- 국제특허분류
- 유럽특허분류
- 미국특허분류